# 1962 у відеоіграх

## Події
- Квітень — вийшла відеогра у жанрі «космічний симулятор» Spacewar! для PDP-1. Її розробником був Стів Раселл.
- Пітер Самонс створив гру «Expensive Planetarium».
- Ряд ігор можна знайти доступними для покупки в квітні 1962 з каталог програм IBM [1]:

| Назва                             | Програміст(и)         |
| --------------------------------- | --------------------- |
| BBC Vik The Baseball Demonstrator | Джек і Паул Бургенсон |
| Blackjack Game (стрічка)          | А. Дж. Ленг           |
| Демонстрація Blackjack (карти)    | Карл Е. Хітт          |
| Демонстраційна програма Checker   | Невідомий             |
| Симулятор однорукого бандита      | Дік Коннер            |
| 3D Tic-Tack-Toe                   | H. F. Smith Jr.       |